# Spigelia herzogiana
Spigelia herzogiana är en tvåhjärtbladig växtart som beskrevs av Kraenzlin. Spigelia herzogiana ingår i släktet Spigelia och familjen Loganiaceae. Inga underarter finns listade i Catalogue of Life.